# Maslak
Maslak és una mahalle (de Sarıyer) i un barri situat a la part europea d'Istanbul, i és un dels principals districtes de negocis de la ciutat.
Maslak està en competència directa amb el proper districte de negocis de Levent per nous projectes de gratacels i la xarxa del Metro d'Istanbul que abans acabava a l'estació de metro "4. Levent", ha estat ampliada fins a Maslak (Ayazağa) amb una nova estació que va entrar en servei el gener del 2009, augmentant així l'atractiu del districte per a futurs projectes i inversions.

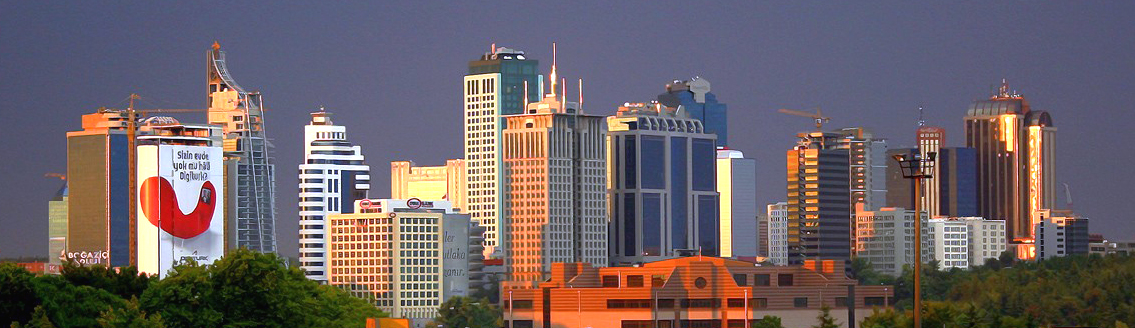
Maslak el 2005.

En l'actualitat, el gratacel més alt acabat a Maslak és el Sun Plaça, de 38 pisos, mentre que el gratacel més alt actualment en construcció a Maslak (així com a Istanbul i la resta de Turquia) és el Diamond of Istanbul que consta de tres torres connectades centralment, la més alta de les quals tindrà 53 plantes i arribarà a una alçada de 270 m (superant així l'actual gratacel més alt acabat a Istanbul, l'Istanbul Saphire, de 54 pisos i 261 metres d'alçada, al veí districte de negocis de Levent)